# Pholas
Pholas – rodzaj morskich, jadalnych małży z rodziny skałotoczowatych (Pholadidae), dla której jest typem nomenklatorycznym. Małże te drążą otwory w miękkich skałach. Żywią się materią organiczną odfiltrowaną z wody (filtratorzy). 
Klasyfikacja rodzaju nie jest ustalona. Opisano kilkadziesiąt gatunków, ale wiele z nich jest obecnie uznawanych za synonimy innych, niektóre przeniesiono do innych rodzajów. Za poprawnie opisane gatunki zaliczane do tego rodzaju uznawane są:
- Pholas campechiensis
- Pholas chiloensis
- Pholas dactylus – skałotocz
- Pholas orientalis
- Pholas silicula